# 태안 법정사 목조관음보살좌상
태안 법정사 목조관음보살좌상(泰安 法淨寺 木造觀音菩薩坐像)은 대한민국 충청남도 태안군, 법정사에 있는 목조 불상이다. 2009년 1월 20일 충청남도 문화재자료 제400호로 지정되었다.

## 참고 자료
- 태안 법정사 목조관음보살좌상 - 국가유산청 국가유산포털